# Paul Schmidt (Politiker, 1966)
Paul Schmidt (* 4. Januar 1966 in Karlsruhe) ist ein deutscher Politiker der Alternative für Deutschland (AfD). Seit dem 25. März 2025 ist er Mitglied des 21. Deutschen Bundestags, seit dem 20. Mai 2025 ordentliches Mitglied im Bundestags-Ausschuss für Umwelt, Klimaschutz, Naturschutz und nukleare Sicherheit und stellvertretendes Mitglied in den Bundestags-Ausschüssen für Gesundheit, für Forschung, Technologie, Raumfahrt und Technikfolgenabschätzung und für Wohnen, Stadtentwicklung, Bauwesen und Kommunen.  Bei der Bundestagswahl 2025 war ihm der Einzug in das Parlament über die Landesliste der AfD Baden-Württemberg gelungen. Seit 2014 ist er Stadtrat und Regionalrat in Karlsruhe.

## Leben
Nach dem Besuch von Grundschule und Gymnasium legte Paul Schmidt 1985 das Abitur mit großem Latinum und Graecum am Bismarck-Gymnasium Karlsruhe ab. Danach begann er sein Physik-Studium an der TH Darmstadt und setzte es nach zwei Semestern ab September 1986 an der Syracuse University (SU) im US-Bundesstaat New York fort, wo er ein Stipendium als Ruderer erhielt. Während des Studiums war er als SU-Radiation Worker im Labor tätig. Das Studium schloss er 1988 zunächst als Bachelor of Science und 1991 als Master of Science in Physik ab. Der Titel seiner Masterarbeit lautete: „Light interactions with phycomyces sporangiophores investigated with optical and biochemical approaches“.
Erste berufliche Station war im Anschluss das damalige Kernforschungszentrum Karlsruhe (heute Forschungszentrum Karlsruhe). Als junger Versuchsingenieur arbeitete Paul Schmidt an einem 1:20 Modell eines Reaktors des Typs Schneller-Brüter.
1993 nahm er an der Justus-Liebig-Universität Gießen eine Promotionsstelle am Lehrstuhl des renommierten Biophysikers Prof. Dr. Jürgen Kiefer an. Das Thema seiner Promotion zum Dr. rer. nat. lautete „Mutationsauslösung durch verschiedene Strahlenarten in Nager- und Humanzellen: Induktion und molekulare Analyse“. Parallel zur Promotion absolvierte Schmidt ein Aufbaustudium „Medizinische Physik und Technik“ an der Universität Kaiserslautern.
Als Post-Doc kehrte er ans Forschungszentrum Karlsruhe zurück. Am Institut für Reaktorsicherheit befasste er sich mit der thermohydraulischen Auslegung eines bleigekühlten Kernreaktors. Dann folgte der Schritt in die Industrie: Als Projektkoordinator war Paul Schmidt bei der Gesellschaft für Nuklear Service (GNS) in Essen für die Entwicklung von CASTOR®-Behältern für Energieversorger in USA und Italien zuständig.
2001 wechselte er zur EnBW Kraftwerke AG und bearbeitete nukleare Grundsatzfragen in Stuttgart und am Kernkraftwerk Philippsburg (KKP). Sein Aufgabenbereich umfasste Brennelemententsorgung, Wiederaufarbeitungsverträge, externe Organisation der Brennelementetransporte sowie die Weiterentwicklung und Beschaffung von CASTOR®- und TN24®-Behältern für Brennelemente.
Seit 2006 war Paul Schmidt tätig als Betriebsphysiker am Kernkraftwerk Philippsburg 1 (bis zur Abschaltung 2011) und danach am Kernkraftwerk Philippsburg 2. Er beriet die Betriebsmannschaft zur Fahrweise des Reaktors und schulte die Schichtmitarbeiter. Er erstellte Arbeitsanweisungen, führte in- und externen Änderungsverfahren durch und plante Umsetzvorgänge von Kerneinbauteilen bei Brennelement-Reparaturen, Brennelementwechseln und Castor-Beladungen.
Zudem schulte er Behörden-, TÜV- und IAEA-Mitarbeiter und war im Auftrag der World Association of Nuclear Operators (WANO) als Reactivity-Management Expert im Einsatz. Sein Aufgabenbereich umfasst auch die Mitarbeit bei der Spaltstoffflusskontrolle und bei der Betreuung der Euratom- und IAEA-Inspektoren in KKP 1, KKP 2 und in den letzten Jahren auch im GKN II (Neckarwestheim).
Seit 2022 ist Paul Schmidt Beauftragte Person für Nuklear-Transporte. Im Februar 2025 erlangte er die Qualifikation zum Strahlenschutzbeauftragten in Kernkraftwerken und für Röntgengeräte.
Seit 2014 ist er Betriebsrat am Kernkraftwerk Philippsburg.

## Sport
Die sportliche Leidenschaft von Paul Schmidt ist das Rudern. Im Alter von neun Jahren wurde er 1975 Mitglied im Deutschen Ruderverband. Von 1987 bis 1989 ruderte er im SU’s First Varsity Eight; es folgten die WM-Teilnahmen 1992 und 1994, Universiade 1993 und der Hochschulweltmeister-Titel 1994 im Leichtgewichts-Vierer ohne Steuermann. Von 1995 bis 1997 leitete Paul Schmidt die Gießener Pfingstregatta. Von 2002 bis 2009 war er Cheftrainer der Ruderriege der Universität Karlsruhe und eines Karlsruher Rudervereins.

## Politik
Am 6. Juni 2011 beschloss das Bundeskabinett das Aus für acht Kernkraftwerke. Der Block 1 des Kernkraftwerks Philippsburg gehörte dazu und verlor am 6. August 2011 die Betriebserlaubnis. Schmidt suchte eine Partei, die Kernkraft für zukunftsfähig hielt und trat 2013 in die von Bernd Lucke gegründete Alternative für Deutschland ein. Seit 2014 ist er Stadtrat in Karlsruhe und Regionalrat im Verband Region Karlsruhe, seit 2019 Fraktionsvorsitzender in beiden Gremien. Seit 2014 ist er Sprecher oder stellvertretender Sprecher des Kreisverbands Karlsruhe-Stadt. Paul Schmidt ist Mitglied von Christen in der AfD.
Von 2014 bis 2024 war Paul Schmidt Mitglied des Aufsichtsrates bei der Karlsruher Schienen- und Infrastruktur GmbH. Seit 2019 (mit Unterbrechung von 7/2023 – 6/2024) ist er im Aufsichtsrat der Karlsruher Versorgungs-, Verkehrs- und Hafen GmbH und im Aufsichtsrat der Stadtwerke Karlsruhe GmbH.
2016 und 2021 kandidierte Paul Schmidt im Landtagswahlkreis Karlsruhe I, 2020 bei der Oberbürgermeisterwahl in Karlsruhe.
Für die Bundestagswahl am 23. Februar 2025 kandidierte er auf der AfD-Landesliste Baden-Württemberg auf Platz 19. Aufgrund des guten Ergebnisses der Partei zog er in den Deutschen Bundestag ein.

## Privat
Paul Schmidt ist verheiratet, evangelisch, Vater zweier Kinder und lebt mit seiner Familie in Karlsruhe.

## Veröffentlichungen
- Mutationsauflösung durch verschiedene Strahlenarten in Nager- und Humanzellen: Induktion und Molekulare Analyse | Dissertation im Fachbereich Physik der Justus-Liebig-Universität Gießen